# جایی که ما ناپدید شدیم
جایی که ما ناپدید شدیم (به انگلیسی: Where We Disappear) نام فیلمی است در ژانر درام محصول ۲۰۱۹ آمریکا. کارگردان فیلم سیمون فینک است و سناریوی آن را آرتور ام جولی به رشته تحریر درآورده است. جورجینا هگ، جولین اندرسن و کاترین ایزابل در این فیلم به ایفای نقش پرداخته‌اند. 

## داستان
داستان فیلم متمرکز بر زندگی زنان در یک گولاگ در سیبری می‌باشد. زنی به نام آناستاسیا که پسری پنج ساله دارد، شوهر بدرفتار خود را که به تازگی از جبههٔ جنگ برگشته می‌کشد و به جرم قتل او به زندانی در سیبری می‌افتد. در زندان او با هم‌بندیانی روبرو می‌شود که مسئلهٔ اصلیشان بقاست.